# Beerenjäger
Der Beerenjäger (Rhagologus leucostigma, Synonym: Pachycephala leucostigma), früher als Wellendickkopf bezeichnet, ist eine Singvogelart, die in Neuguinea endemisch ist. Er ist der einzige Vertreter der Gattung Rhagologus und der Familie Rhagologidae. Es werden die drei Unterarten Rhagologus leucostigma leucostigma, Rhagologus leucostigma novus und Rhagologus leucostigma obscurus unterschieden.

## Merkmale

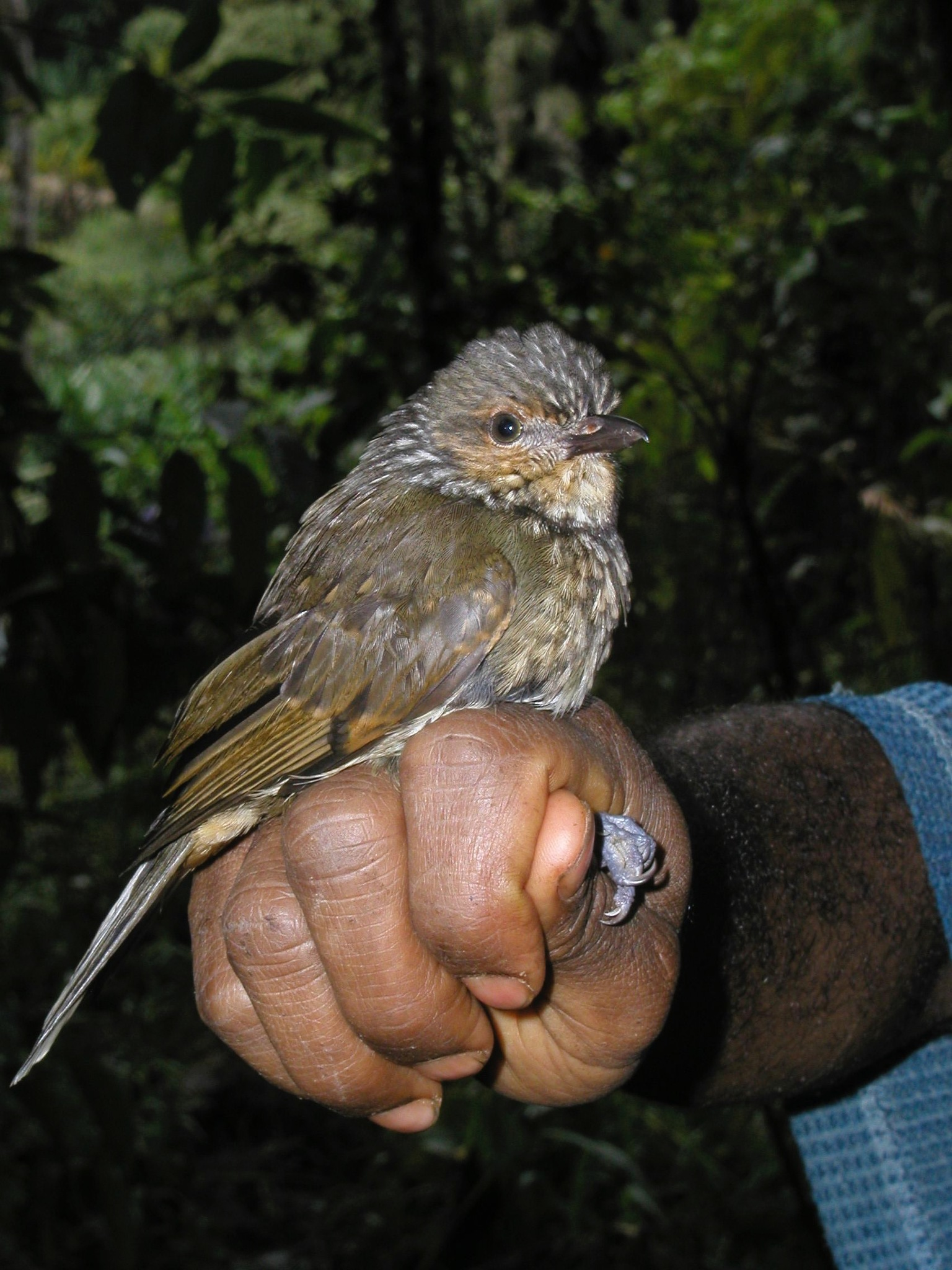
Beerenjäger in der Hand

Der Beerenjäger erreicht eine Körperlänge von 15 bis 16,5 cm und ein Gewicht von 24 bis 29 g. Beim Männchen der Nominatform sind Stirn und Krone grau. Die Federn sind breit oliv gesäumt. Die Stirn weist weißliche Flecken auf, der restliche Oberkopf helle Schaftstreifen. Die Zügel sind weiß. Die Federn der Kopfseiten sind stumpf rotbraun mit schwarzen Spitzen. Die Hinternackenfedern sind bräunlich-oliv mit hellen Schaftstreifen, die sich oft in der Nähe der Spitze zu kleinen Flecken vergrößern. Die Oberseite ist bräunlich-oliv, der Oberrücken weist einige dunkle Flecken auf. Die Schwungfedern sind bräunlichgrau mit einer bräunlicholiven Säumung. Die Oberflügeldecken sind bräunlicholiv. Die großen Deckfedern sind braun umsäumt und unter dem Rand schwarz. Der Schwanz ist bräunlich grau. Die Steuerfedern sind schwach olivfarben verwaschen. Das stumpf rotbraun mit schwarz gespitzten Federn. Die Brust und die Flanken sind gelblichweiß mit dunkel umrandeten oder gesäumten Federn. Die Unterflügeldecken sind rotbraun. Die Iris ist braun. Der Schnabel ist schwarz. Die Beine sind schieferblau. Beim Weibchen ist die Musterung am Oberkopf ausgeprägter. Stirn und Hinternacken haben mehr und breitere weißliche Schaftstreifen. Die Schwungfedern und große Deckfedern haben hellere rötliche Ränder. Der Unterrücken ist rostfarben gestrichelt mit schwarzen Federsäumen. Kopf und Kinn sind viel heller rötlich. Die Unterseite ist heller mit einer deutlichen dunklen Zeichnung. Die immaturen Vögel ähneln dem Weibchen. Die Unterart Rhagologus leucostigma novus ist bei beiden Geschlechtern an der Oberseite dunkler als bei der Nominatform mit fehlenden oder reduzierten Markierungen. Die rötlichbraune Färbung des Kopfes ist heller und beim Männchen sind die Ränder der Schwungfedern mehr oliv. Bei der Unterart Rhagologus leucostigma obscurus sind die Männchen viel schlichter und stumpfer. Die Stirn und die Krone sind grau mit undeutlichen Federrändern, die Kopfseiten sind dunkel olivgrau und schwach gesprenkelt. Die dunkel bräunlich-olive Rücken zeigt keine Markierungen. Die großen Deckfedern sind grau gesäumt. Die Kehle ist grau mit schwarzen Federrändern. Die Brust und der Bauch sind grau-oliv. Das ähnelt dem Weibchen der Unterart Rhagologus leucostigma novus. Die Unterseite ist bei ihnen heller und es fehlt die gelblichbraune Tönung.

## Systematik
Wie viele andere Vertreter der Corvoidea Neuguineas wurde auch der Beerenjäger früher der Familie der Dickköpfe (Pachycephalidae) zugeordnet und zeitweise sogar in die Gattung Pachycephala klassifiziert. Neuere Studien haben jedoch ergeben, dass der Beerenjäger nicht in die Gruppe der Dickköpfe gehört, sondern in der adaptiven Corvoidea-Radiation zu einer Gruppe von meist afrikanischen und asiatischen Vögeln.

## Verbreitung
Rhagologus leucostigma leucostigma kommt im Tamrau-Gebirge und im Arfakgebirge auf der Vogelkop-Halbinsel im Nordwesten von Neuguinea vor. Rhagologus leucostigma novus kommt im Weyland-Gebirge und im Sudirman-Gebirge (Nassau Range, Utakwa Range) in West-Papua vor. Rhagologus leucostigma obscurus bewohnt die Bergregionen in Zentral- und Südost-Neuguinea östlich vom Ngga Pilimsit bis zum Südhang des Puncak Yamin und auf der Huon-Halbinsel.

## Lebensraum
Der Beerenjäger bewohnt Bergwälder in niedrigen Höhenlagen. Gelegentlich ist er in Sekundärwäldern in Höhen von 820 bis 2550 m zu finden, hauptsächlich oberhalb von 1500 m und gelegentlich wandert er bis 2900 m hinauf.

## Nahrungsverhalten
Über die Ernährung liegen nur wenige Informationen vor. Er frisst vornehmlich Beeren mit einem Durchmesser bis mindestens 9 mm, aber auch Insekten. Der Beerenfresser ist gewöhnlich in den unteren und mittleren Baumstockwerken zu finden, manchmal kann man ihn auch im Kronendach beobachten.

## Fortpflanzungsverhalten
Das Nest ist ein aus Ranken und Wurzeln geflochtener Napf, der zwischen kleinen Ästen in 2 bis 4 m Höhe befestigt wird. Die Außenseite des Nestes wird mit Moosen und Lebermoosen getarnt. Die Weibchen legen ein Ei pro Gelege. Über die Brutpflege oder Inkubations- und Nestlingszeiten bei dieser Art ist jedoch nichts bekannt.